# Pedro Teixeira
Pedro Teixeira (1585?, Cantanhede, Portugalsko – 4. července 1641, Belém, Brazílie) byl portugalský cestovatel, který v roce 1637 byl prvním Evropanem, který proplul po celé délce řeku Amazonku. Před ním v 16. století proplul velkou i když né celou část řeky španělský cestovatel a conquistador Francisco de Orellana.
Narodil se ve městě Cantanhede. O jeho mládí se nedochovaly žádné zprávy. V roce 1637 byl prvním kdo proplul tok největší řeky Amazonky při vedení první portugalské vládní expedice. Z Belému v Pará plul k hornímu toku Napo, poté přešel Andy a došel do ekvádorského Quita. Jeho cesta v době, kdy Španělsko a Portugalsko vzájemně soupeřily o dobytá území, vzbudila nelibost španělských úřadů, které ho donutily vrátit se stejnou cestou zpět. Na cestu se vydal v doprovodu dvou jezuitů. Jedním z nich byl Cristóbal Acuña. V roce 1639 dopluli zpět do Belému. Jeho informace a materiály, které shromáždil se staly cenným materiálem o toku řeky Amazonky i o životě domorodých obyvatel žijících na jejím toku. Pro jeho mírumilovnost byl indiánskými domorodci nazýván Curiua-Catu, což znamená dobrý a přátelský běloch.

## Dílo
- TEIXEIRA, Pedro, William Frederick Sinclair, Donald William Ferguson, John Stevens. The Travels Of Pedro Teixeira: With His Kings Of Harmuz And Extracts From His Kings Of Persia. [s.l.]: Printed for the Hakluyt Society, 1802. 292 s. ISBN 9781430498353.